# Uniwersytet Edynburski
Uniwersytet Edynburski (ang. University of Edinburgh) – publiczna uczelnia założona w Edynburgu w 1582 roku.
W latach 1941–1949 w uczelni działał Polski Wydział Lekarski kształcący kadry medyczne dla potrzeb Polskich Sił Zbrojnych w Wielkiej Brytanii.

## Absolwenci
Uniwersytet Edynburski ukończyli:

- Gordon Brown – polityk
- Robert Finlayson Cook – polityk
- Charles Darwin – przyrodnik
- sir Arthur Conan Doyle – pisarz
- David Hume – filozof
- James Clerk Maxwell – fizyk i matematyk
- James Young Simpson(inne języki) – położnik
- Piers Sellers – astronauta
- Stella Rimington – była dyrektor Security Service
- Julius Nyerere – polityk tanzański
- Robert Louis Stevenson – pisarz, poeta
- sir Michael Atiyah – matematyk
- Ian Wilmut – embriolog
- Joseph Thomson – podróżnik
- Lech Działoszyński – lekarz, biochemik
- Księżniczka Małgorzata
- J.K. Rowling – pisarka i filantropka

## Znani wykładowcy
- Adam Smith[6],
- Alexander Graham Bell[7] – wynalazca,
- Colwyn Trevarthen
- Polacy: Tadeusz Olbrycht, Jan Prot

## Nobliści
Z Uniwersytetem związani są również nobliści:

- Peter Higgs,
- Max Born,
- Hermann Joseph Muller,
- Charles Glover Barkla,
- Igor Tamm,
- Kurt Wüthrich,
- Edward Victor Appleton,
- Robert Edwards,
- Peter Doherty,
- Alexander Fleming,
- Vincent du Vigneaud,
- Peter D. Mitchell,
- Alexander Todd,
- Gabriele C. Hegerl(inne języki),
- Mark Rounsevell,
- Winston Churchill,
- James Mirrlees,
- Michael Atiyah.